# Szurdokpüspöki
Szurdokpüspöki je vas na Madžarskem, ki upravno spada pod podregijo Pásztói Županije Nógrád.